# ラウル・ベッラノーヴァ
ラウル・ベッラノーヴァ（イタリア語: Raoul Bellanova、2000年5月17日 - ）は、イタリア・ロー出身のサッカー選手。セリエA・アタランタBC所属。イタリア代表。ポジションはDF。

## クラブ歴
2006年にACミランの下部組織に加入。2019年1月にミランとのプロ契約交渉でミラン側から納得のいく給与が提示されなかったため、プロ契約を拒否。FCジロンダン・ボルドーへの加入が決まったが、シーズン終了まではミランユースに在籍する事で合意した。
2019年7月にジロンダン・ボルドーに加入、2023年6月までの契約を締結した。8月10日のリーグ・アン開幕節で出場し選手初出場を記録したが、彼はポジショニングでのミスを繰り返してしまい、そこを突かれて失点したため63分に交代させられた。
2020年1月30日にセリエAのアタランタBCに18ヶ月の期限付き移籍が決まった。2020年9月24日、セリエBのぺスカーラにローンで加入。2021年8月31日、買取オプション付きローンでカリアリ・カルチョに加入。
2022年7月6日、インテルナツィオナーレ・ミラノにレンタル移籍。2023年7月1日、ベラノーヴァはカリアリから移籍金800万ユーロでトリノFCに加入した。2024年8月22日、ベラノーヴァはアタランタBCへ移籍した。

## 代表歴
2017年10月にU-19代表初出場。UEFA U-19欧州選手権2018に参加した。2018年11月にU-20代表初出場。2019 FIFA U-20ワールドカップに参加した。
UEFA EURO 2024に選出

## プレースタイル
フィジカルも強く、速さも兼ね備えている攻撃的右サイドバックで、そのプレーはかつてのジャンルカ・ザンブロッタに例えられる。守備面でもポジショニングが良く、試合の流れを読む事が出来る。このため、本職の右サイドバックのみではなく、3バック4バック問わずセンターバックや、3-5-2の右ワイドのポジションでもプレーする事が出来る。

## 人物
2018年11月11日、ベンチ入りした対ユヴェントス戦後にクリスティアーノ・ロナウドと撮影した写真に、全裸のジョルジョ・キエッリーニが写りこんでしまうトラブルがあった。
ベッラノーヴァは子どもの頃から卓越したスピードを誇り、「風の子（figlio del vento）」の異名で知られる。このスピードをさらに磨くため、自宅でもパーソナルトレーナーと共にトレーニングを行っている。 街で子どもから写真撮影を求められても「NO」と言わず、**自分が憧れた立場として模範を示したい**との信念を語っている。 一方で、フランス・ボルドー時代にはメンタル的に苦しんだ経験を捨て、「イタリア復帰が自分にとって正しい選択」だったと述懐するなど、自己の成長を綴っている。 インテル時代、重傷を負った同僚の傍に寄り添い励ましたことに触れ、「フィールド外でこそ人間性が問われる」と語っており、チームへの思いの厚さがうかがえる

## プライベート
ベッラノーヴァは、2023年夏にイタリアのモデル兼タレントであるパオラ・ディ・ベネデット（Paola Di Benedetto）との交際を始めたとされる。最初の出会いは、彼が無記名で贈った青いバラの花束がきっかけであったと報じられている。2年弱の交際の後、2024年初頭に性格の不一致による一時的な別れを発表したが、同年5月には関係を修復して復縁した。  
2025年7月22日、ベッラノーヴァはバーグアモ県の高級レストランでディ・ベネデットにプロポーズし、インフルエンサー自身がInstagramで「Mille volte sì（1000回OK）」と婚約を発表したことが報じられた。
ベッラノーヴァ自身はオフ時の趣味や犬好き、音楽嗜好などについて公の発言は少ないが、恋愛に関しては慎重でプライベートを大切にしている姿勢が報道からうかがえる。交際報道はディ・ベネデット側のSNS投稿を通じて知られる形となっており、本人の公式発言は限定的である。